# فیل براون (بازیکن فوتبال، زاده ۱۹۶۶)
فیل براون (انگلیسی: Phil Brown؛ زادهٔ ۱۶ ژانویهٔ ۱۹۶۶) بازیکن فوتبال اهل انگلستان است.
از باشگاه‌هایی که در آن بازی کرده‌است می‌توان به باشگاه فوتبال ماتلوک تاون، باشگاه فوتبال چسترفیلد، باشگاه فوتبال لینکولن سیتی، باشگاه فوتبال بوستون یونایتد، باشگاه فوتبال استوک‌پورت کانتی، و باشگاه فوتبال گینزبورو ترینیتی اشاره کرد.